# Lacanobia atlantica
Lacanobia atlantica là một loài bướm đêm trong họ Noctuidae.